# Johannes Barend Schijf

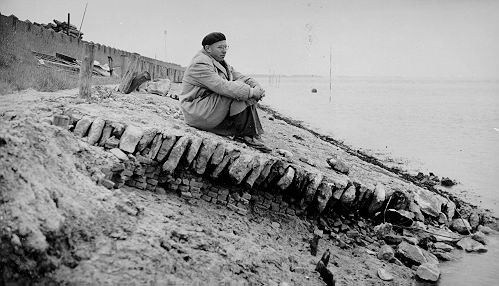
Ir. Schijf op een dijk bij Ouwerkerk in 1953

Johannes Barend Schijf (Middelburg, 16 juni 1906 - Den Haag, 3 juli 1987) was een Nederlandse waterbouwkundige. Na zijn afstuderen in 1929 aan de Technische Hogeschool Delft werkte hij een paar jaar bij de directie Zuiderzeewerken. In 1933 ging hij naar het Waterloopkundig Laboratorium waar hij plaatsvervangend directeur werd. In 1950 ging hij naar Rijkswaterstaat, waar hij in 1959 hoofdingenieur-directeur werd bij de Dienst Weg- en Waterbouwkunde. Hij werd ook voorzitter van de Technische Adviescommissie voor de Waterkeringen. Onder zijn voorzitterschap zijn er een aantal TAW-leidraden uitgegeven:
- Leidraad voor ontwerp, beheer en onderhoud van constructies en vreemde objecten in, op en nabij waterkeringen (1976)[1]
- Tien jaar Technische Adviescommissie voor de Waterkeringen (1975)[2]
- Wave run-up and overtopping (1974)[3]
- Leidraad voor constructie en beheer van gasleidingen in en nabij waterkeringen (1973)[4]
- De tweede waterkeringen in Nederland (1973)[5]
- Golfoploop en golfoverslag (1972)[6]
- Richtlijn voor de berekening van duinafslag tengevolge van een stormvloed (1972)[7]

In Nedeco-kader werkte hij aan verschillende buitenlandse projecten.

## Grenssnelheid
In zijn tijd bij het Waterloopkundig Laboratorium heeft hij veel onderzoek gedaan naar de grenssnelheid, de maximale snelheid waarmee een schip in normale toestand kan varen door een kanaal (in scheepsbouwkringen wordt dit met het anglicisme rompsnelheid aangeduid). Hij heeft hierover gepubliceerd in zijn PIANC-publicatie van 1949. Deze formule wordt nog steeds gebruikt voor het ontwerpen van scheepvaartkanalen. In 1969 is hij voorzitter geworden van de Stuurgroep dwarsprofielkanalen, wat hierop doorbouwde.

## Publicaties van ir. Schijf
- Technische Vraagbaak deel W: Dijken (1951), onder redactie van J.E. de Vries
- (12 mei 1939). De beweging van water en zand in rivierbochten. De Ingenieur  54 (19)
- (11 oktober 1940). Het vernietigen van golven door het inspuiten van lucht (Pneumatische golfbrekers). De Ingenieur  55 (41)
- (1949). Protection de la cunettes (berges et plafond) des voies navigables, intérieures et maritimes, ainsi que des caneaux d'évacuation. Proceedings PIANC, Lissabon  17
- (1953). The relation between the form of cross section the cross section, the method of revetment and the distribution of the water velocities in a waterway. Proceedings PIANC, Rome  18
- (1953). The reconstruction of the Netherlands dikes after the storm of February 1953. Proceedings ICCE  5
- (1954). The Dutch programme of investigations on storm surges in the North Sea. Proceedings ICCE Grenoble  5
- Benamingen van de door het getij verplaatste hoeveelheden water. Rijkswaterstaat, Nota CSD 56-5 (1956).
- Frequenties van waterstanden in en om de Waddenzee. Rijkswaterstaat (1957).
- Schijf, J.B. (Edelman, T.). Toepassing van asfaltbekledingen in de waterbouw, voorlopig rapport. Rijkswaterstaat.
- (1970). De waterhuishouding van Nederland. De Ingenieur